# Molophilus piggibilla
Molophilus piggibilla är en tvåvingeart som beskrevs av Günther Theischinger 1992. Molophilus piggibilla ingår i släktet Molophilus och familjen småharkrankar. Inga underarter finns listade i Catalogue of Life.